# Watertoren Le Peyrou met aquaduct

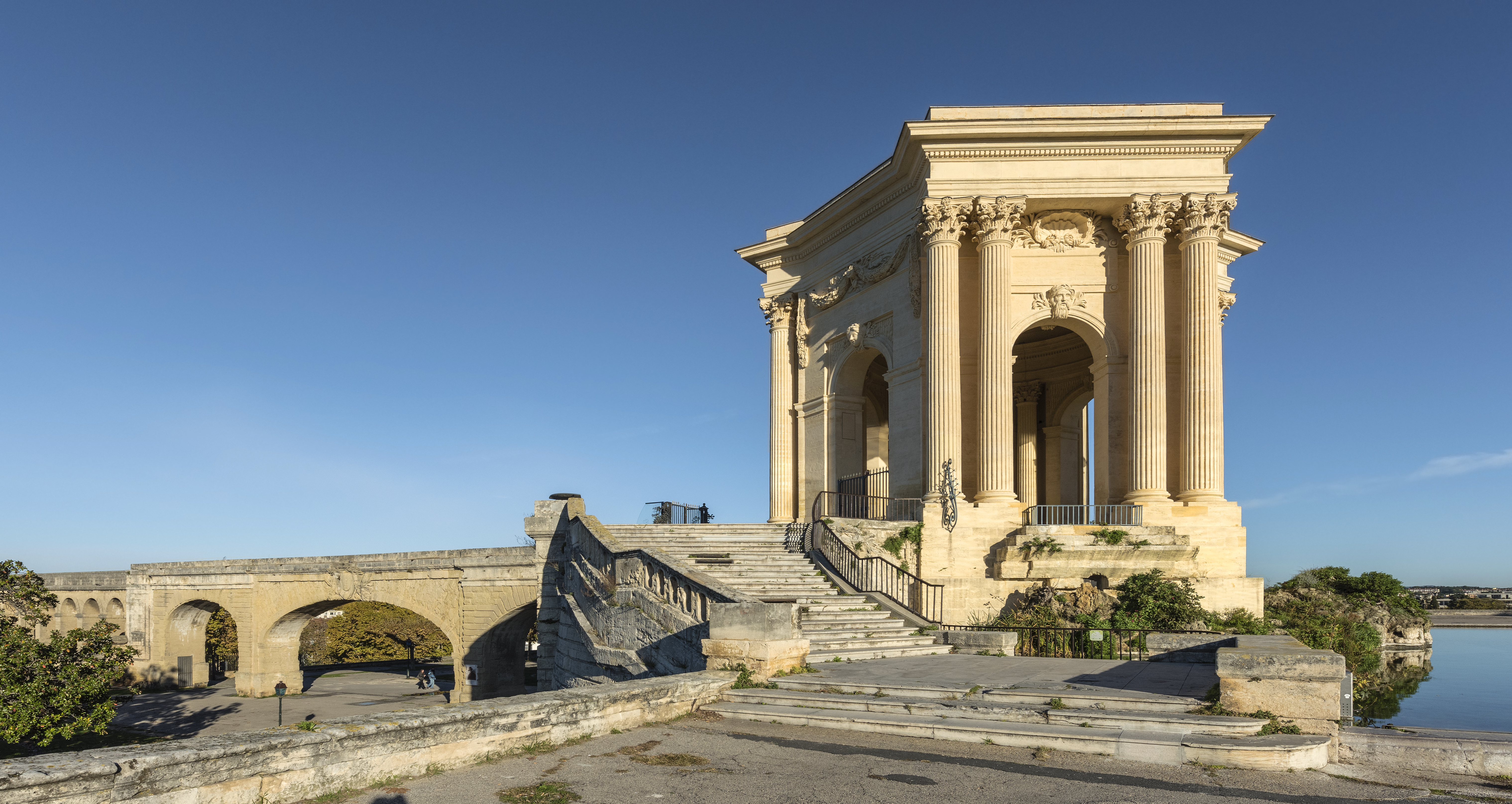
Watertoren Le Peyrou met het einde van het aquaduct

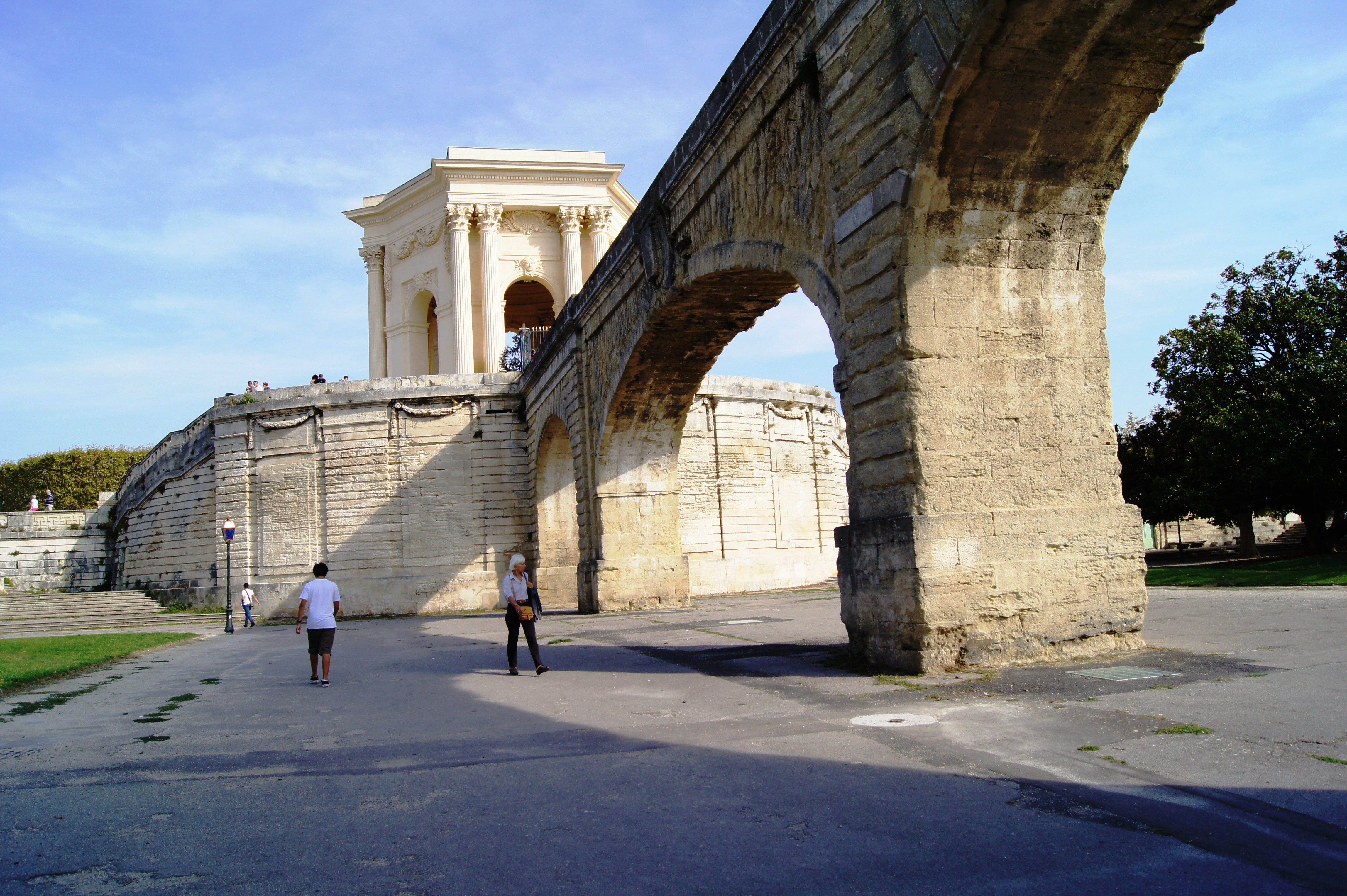

De Watertoren op de Promenade du Peyrou en het bijhorende 9-km lange voedende aquaduct (18e eeuw) staan in Montpellier, hoofdplaats van het Zuid-Franse departement Hérault. Tot de 20e eeuw was het de enige aanvoer van drinkwater in de stad. De stad is de eigenaar.

## Historiek
De watertoren bevindt zich op de Promenade du Peyrou, het hoogste punt van de stad Montpellier. In het ancien régime droeg het plein de naam Place Royale du Peyrou. Sinds het einde van de 17e eeuw stonden aan dit plein de triomfboog en het ruiterstandbeeld ter ere van de Zonnekoning, Lodewijk XIV van Frankrijk.
In de 18e eeuw besloot de provincie Languedoc tot een ambitieus project: het drinkwater van de bron Saint-Clément afleiden naar Montpellier. De bekende ingenieur waterbouwkunde Henri Pitot werd aangezocht. De technische moeilijkheid was dubbel: er was slechts een klein niveauverschil tussen de bron en de stad, en er was de heuvelige omgeving die moest doorkruist worden. Van 1753 tot 1766 bouwde Pitot een aquaduct vanaf de bron Saint-Clément tot een reservoir genaamd Les Arcades, nabij de stad. Het aquaduct kreeg de naam Saint-Clément zoals de bron die haar voedde, of ook wel de naam Pitot naar de ingenieur. Vanaf het reservoir Les Arcades naar het plein Le Peyrou is de afstand nog eens 880 meter. Hier is het aquaduct het hoogst: 2 galerijen boven elkaar, met een gemiddelde hoogte van 22 meter. 
De watertoren heeft een versiering met een zeshoekige tempel; de zijden zijn versierd met Korinthische zuilen. Rondom de watertoren zijn later trappen voor wandelaars aangelegd. Door de aanleg van al de terrassen moest ingenieur Giral het laatste stukje van het aquaduct heraanleggen (1767-1775). Het werden drie grote bogen, die qua stijl anders uitvallen dan de rest van het aquaduct van Pitot.
In 1954 werden: het reservoir Les Arcades, het aquaduct tot de watertoren Le Peyrou en de watertoren zelf als monument historique van Frankrijk erkend.